# Luis Eduardo Arango
Luis Eduardo Arango Muñoz (Medellín Antioquia, 17 de agosto de 1950) es un actor colombiano.

## Biografía
Luis Eduardo Arango nació el 17 de agosto de 1950 en Medellín. 
Debutó en la televisión en la telenovela Mujercitas, en 1979.
En 1982 tuvo su aparición en la serie colombiana de Don Chinche. 
En 1987 tuvo su rol en el papel del paisa William Guillermo en la serie de Romeo y Buseta.
En cine formó parte del proyecto colombiano Bluff. Es uno de los actores más versátiles de la televisión colombiana.
Participó como uno de los jueces en el famoso reality show Protagonistas de Nuestra Tele, emitido por el Canal RCN.

## Filmografía

### Televisión
| Año       | Título                                  | Personaje                          |
| --------- | --------------------------------------- | ---------------------------------- |
| 2025      | Cosiaca                                 | Tobías                             |
| 2024-2025 | Darío Gómez: el rey del despecho        | Rafael Mejía                       |
| 2024      | La sustituta                            | Abogado Javier                     |
| 2023-2024 | Rigo                                    | Director Rodolfo Acevedo           |
| 2023      | De brutas, nada                         | Sr. Montero                        |
| 2021      | Chichipatos                             | El Dañado Orduz                    |
| 2020      | El general Naranjo                      | Ministro                           |
| 2020      | Confinados                              | El sacerdote                       |
| 2020      | Testosterona Pink 2                     | Danilo                             |
| 2020-2021 | Pa' quererte                            | Octavio Victoria                   |
| 2019      | BJ El Propio                            | Román Valencia                     |
| 2019      | Más allá del tiempo                     | Roberto Cadavid Misas (1 episodio) |
| 2019-2022 | El Inquisidor                           | Kodak                              |
| 2019      | La gloria de Lucho                      | Everardo Porras                    |
| 2018      | La ley secreta                          | Coronel Santacruz                  |
| 2017      | El Comandante                           | Bernardo                           |
| 2016      | Todo es prestao                         | Néstor Poveda                      |
| 2015      | Celia                                   | Johnny Pacheco                     |
| 2015      | Metástasis                              | Saúl Bueno                         |
| 2013      | Los graduados                           | Clemente Vallejo                   |
| 2013      | La prepago                              | Reinaldo Don Rey                   |
| 2011      | Los canarios                            | Manuel                             |
| 2010      | El Cartel 2: La guerra total            | John 'El Gordo'                    |
| 2009      | El fantasma del Gran Hotel              | Roque Buenaventura                 |
| 2009      | Sin retorno                             | Bernardo                           |
| 2008      | Los protegidos                          | El Kes' o 'Don Richard             |
| 2006      | La hija del mariachi                    | Sigifredo Santacruz Almaza         |
| 2004      | La viuda de la mafia                    | El inspector Lizandro Ramírez      |
| 2004      | Francisco el Matemático                 | Jose Santamaria                    |
| 2003      | La costeña y el cachaco                 | Rafael Padilla                     |
| 2001      | Informante en el país de las mercancías | El Negro                           |
| 2000      | Alicia en el país de las mercancías     | El Negro                           |
| 1999      | Me llaman Lolita                        | Jhonnie 'Joni' Caicedo             |
| 1998      | Dios se lo pague                        | Javier Dario                       |
| 1998      | ¡Ay cosita linda mamá!                  | El Márquez de la Rioja y Bonaire   |
| 1997      | Tiempos difíciles                       |                                    |
| 1995      | Flor de oro                             | Rodrigo Cienfuegos                 |
| 1994      | Mambo                                   | Felipe                             |
| 1992      | La 40, la calle del amor                |                                    |
| 1990      | El carretero                            |                                    |
| 1990      | Música maestro                          | Tonny de las estrellas             |
| 1989      | ¡Quieta, Margarita!                     | Jesús Abel Mediorreal              |
| 1988      | Caballo viejo                           | Reencarnación Vargas               |
| 1988      | Vampiromanía                            |                                    |
| 1988      | Romeo y Buseta                          | William Guillermo                  |
| 1987      | El Divino                               | Gerardo                            |
| 1986      | Los dueños del poder                    |                                    |
| 1986      | El infierno                             |                                    |
| 1986      | Suspenso 7:30                           |                                    |
| 1985      | El camino de los búhos                  |                                    |
| 1985      | Camino cerrado                          |                                    |
| 1984-1986 | Los cuervos                             | Dr. Sergio Cadena Olmedo           |
| 1984      | Este domingo                            |                                    |
| 1984      | Electra                                 |                                    |
| 1984      | Yo no creo en los hombres               |                                    |
| 1983      | Amalia                                  |                                    |
| 1983      | La pezuña del diablo                    |                                    |
| 1982-1989 | Don Chinche                             | William                            |
| 1982      | El hombre de negro                      |                                    |
| 1981      | Las cuatro edades del amor              |                                    |
| 1981      | La tía Julia y el escribidor            |                                    |
| 1980      | El hijo de Ruth                         |                                    |
| 1980      | La Celestina                            |                                    |
| 1979      | Mujercitas                              | Protagonista                       |
| 1979      | Bola de cebo                            | Primera aparición en la TV.        |

### Reality
| Año       | Título                       | Rol          | Nota |
| --------- | ---------------------------- | ------------ | ---- |
| 2022      | MasterChef Celebrity         | Participante |      |
| 2010-2012 | Protagonista de nuestra tele | El mismo     |      |

### Cine
| Año  | Título                                | Personaje                             | Nota    |
| ---- | ------------------------------------- | ------------------------------------- | ------- |
| 2023 | ¿Qué corre por tus venas?             | Jacobo                                |         |
| 2020 | Chichipatos: ¡Qué chimba de Navidad!  | Alejandro Londoño / Alirio Santisabal | Netflix |
| 2019 | Al son que me toquen bailo            | Tío Gustavo                           |         |
| 2018 | El man del porno                      |                                       |         |
| 2018 | El Reality                            |                                       |         |
| 2017 | El país mas feliz del mundo           | Gustavo Niño                          |         |
| 2015 | El cartel de la papa                  |                                       |         |
| 2012 | La lectora                            | León Sotelo "El Patrón"               |         |
| 2010 | Venga le cuento                       | Standup comedy                        |         |
| 2007 | Bluff                                 | Agente                                |         |
| 1998 | Golpe de estadio                      | Álvarez                               |         |
| 1995 | De amores y delitos: El alma del maíz |                                       |         |
| 1980 | Las cuatro edades del amor            |                                       |         |

### Teatro
| Año  | Título                            |
| ---- | --------------------------------- |
| 2018 | El bolero de Ruben                |
| 2016 | Amanecí como con ganas de morirme |
| 1996 | Se necesita un Tenor              |

## Premios y nominaciones

### Premios India Catalina
| Año  | Categoría                                    | Telenovela o Serie                            | Resultado |
| ---- | -------------------------------------------- | --------------------------------------------- | --------- |
| 2009 | Mejor actor antagónico de telenovela o serie | Los protegidos                                | Nominado  |
| 2002 | Mejor Actor de Reparto                       | Alicia en el país de las mercancías           | Nominado  |
| 1988 | Mejor Actor de Reparto                       | Caballo viejo                                 | Nominado  |
| 1987 | Mejor Actor Protagónico                      | Don Chinche, El divino y Los dueños del poder | Ganador   |
| 1984 | Mejor Actor de Reparto                       | Cuentos del domingo: Este domingo             | Ganador   |

### Premios TVyNovelas
| Año  | Categoría                        | Telenovela o Serie | Resultado |
| ---- | -------------------------------- | ------------------ | --------- |
| 2014 | Mejor actor antagónico de serie  | La prepago         | Nominado  |
| 2013 | Mejor actor protagónico de serie | Los Canarios       | Nominado  |
| 2000 | Mejor Actor de Reparto           | Me llaman Lolita   | Ganador   |

### Otros premios
| Año | Premio                 | Categoría                                    | Telenovela o serie | Resultado |
| --- | ---------------------- | -------------------------------------------- | ------------------ | --------- |
|     | Premio Gloria de la TV | Especial por los 50 años de la TV colombiana | N/A                | Ganador   |